# Klitih
El Klitih (en javanés: ꦏ꧀ꦭꦶꦛꦶꦃ; o Kliling Golek Getih) es un fenómeno de delincuencia callejera que se manifiesta en la Región Especial de Yogyakarta y sus alrededores, especialmente en Klaten y Magelang. Por lo general, los perpetradores suelen ser estudiantes adolescentes. Se enfocan en individuos de secundaria en áreas aisladas, sometiéndolos a acosos físicos, a veces, por motivos económicos. Muchas de las víctimas han perdido la vida debido a abusos físicos severos.

## Etimología
El klitih tiene su origen en el idioma javanés y describe la práctica de salir de casa sin un propósito definido, simplemente para matar el tiempo. También se dice que el klitih se refiere al Mercado Klitikan en Yogyakarta, donde implica realizar actividades tranquilas y relajadas mientras se busca artículos usados y de segunda mano. Según el sociólogo de la Universidad Gadjah Mada, Arie Sujito, el significado original del término «klitih» es la actividad de salir de casa por la noche para aliviar el estrés. A lo largo del tiempo, el significado de «klitih» se transformó, convirtiéndose en sinónimo de actos violentos que implican el uso de armas blancas.

## Desarrollo
Inicialmente, el klitih era simplemente un caso de intimidación entre pandillas escolares. Con el tiempo, evolucionó hacia robos perpetrados por grupos de pandillas (preman), cambiando sus objetivos de enfrentar a bandas rivales a atacar a la población en general. Frecuentemente, el klitih se realiza en sitios apartados y durante la noche.
Los incidentes de klitih son, en esencia, un fenómeno que involucra a jóvenes en Yogyakarta en búsqueda de su identidad o reconocimiento, especialmente dentro de su círculo social (las pandillas escolares). Para sustentar esto, a menudo requieren pruebas en forma de pertenencias de bandas rivales, o incluso intimidar a dichas bandas.

### Factor político
La Región Especial de Yogyakarta y sus alrededores se han convertido en un área clave para la competencia política en Indonesia, sobre todo entre las corrientes nacionalistas y religiosas. Desde las décadas de 1980 y 1990, se ha arraigado una cultura de violencia perpetrada por estudiantes en Yogyakarta. En ese entonces, la violencia entre estudiantes era protagonizada por dos grandes y legendarias pandillas: Qzruh y Joxzin.
Qzruh es una abreviatura de «Q-ta Zuka Ribut Untuk Tawuran». Su influencia se concentra en la parte norte de la ciudad de Yogyakarta, particularmente en áreas como Terban y alrededor de la calle Magelang. Por otro lado, Joxzin, una abreviatura de «Joxo Zinthing o Pojox Benzin» tiene «control» desde la calle Malioboro hasta la parte sur de Yogyakarta. A lo largo de su historia, Qzruh ha contado con el respaldo de grupos políticos de tendencia nacionalista (antes asociados al apoyo del Partido Demócrata de Indonesia o Golkar), mientras que Joxzin ha recibido apoyo de grupos políticos con orientación religiosa (antes asociados al apoyo del Partido Unido para el Desarrollo). En ocasiones, ambos grupos tienen vínculos con varias pandillas escolares en sus áreas respectivas de influencia.